# Administrator parafii
Administrator parafii – w niektórych Kościołach chrześcijańskich (m.in. katolickim) ksiądz zarządzający parafią w trakcie wakatu lub trwałej przeszkody w sprawowaniu władzy przez proboszcza.
W Kościele Ewangelicko-Augsburskim w RP proboszcz – administrator mianowany jest przez konsystorz na wniosek Biskupa Kościoła, w porozumieniu z biskupem diecezjalnym. Przysługują mu wszystkie uprawnienia proboszcza.